# 丹东临港产业园区
丹东临港产业园区于2006年经辽宁省人民政府批准设立，是辽宁省鼓励沿海重点发展区域“五点一线”之一。园区位于鸭绿江畔、黄海岸边，与朝鲜隔江相望。园区占地面积117.96平方千米，由新城区与中朝黄金坪特殊经济配套区组成，分布着仪器仪表产业基地、环保产业园、高科技园、手表工业园、视光产业园、日本工业园、台湾工业园、不锈钢产业园、修造船基地等九个特色产业园。

## 新城区
新城区规划面积约61.8平方千米，规划人口40万人，是丹东市未来的行政、经济、商贸、文化、科技、居住中心。丹东市人民政府与丹东二中已迁至此地。

## 外部連結
- 丹东边境经济合作区（页面存档备份，存于）
- 丹东临港产业园区地图（页面存档备份，存于）